# Kötélugrás

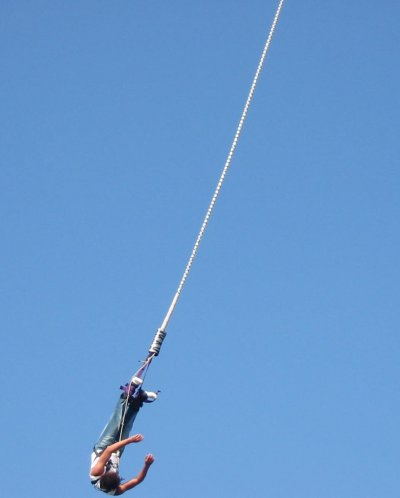
Az ugrás végén

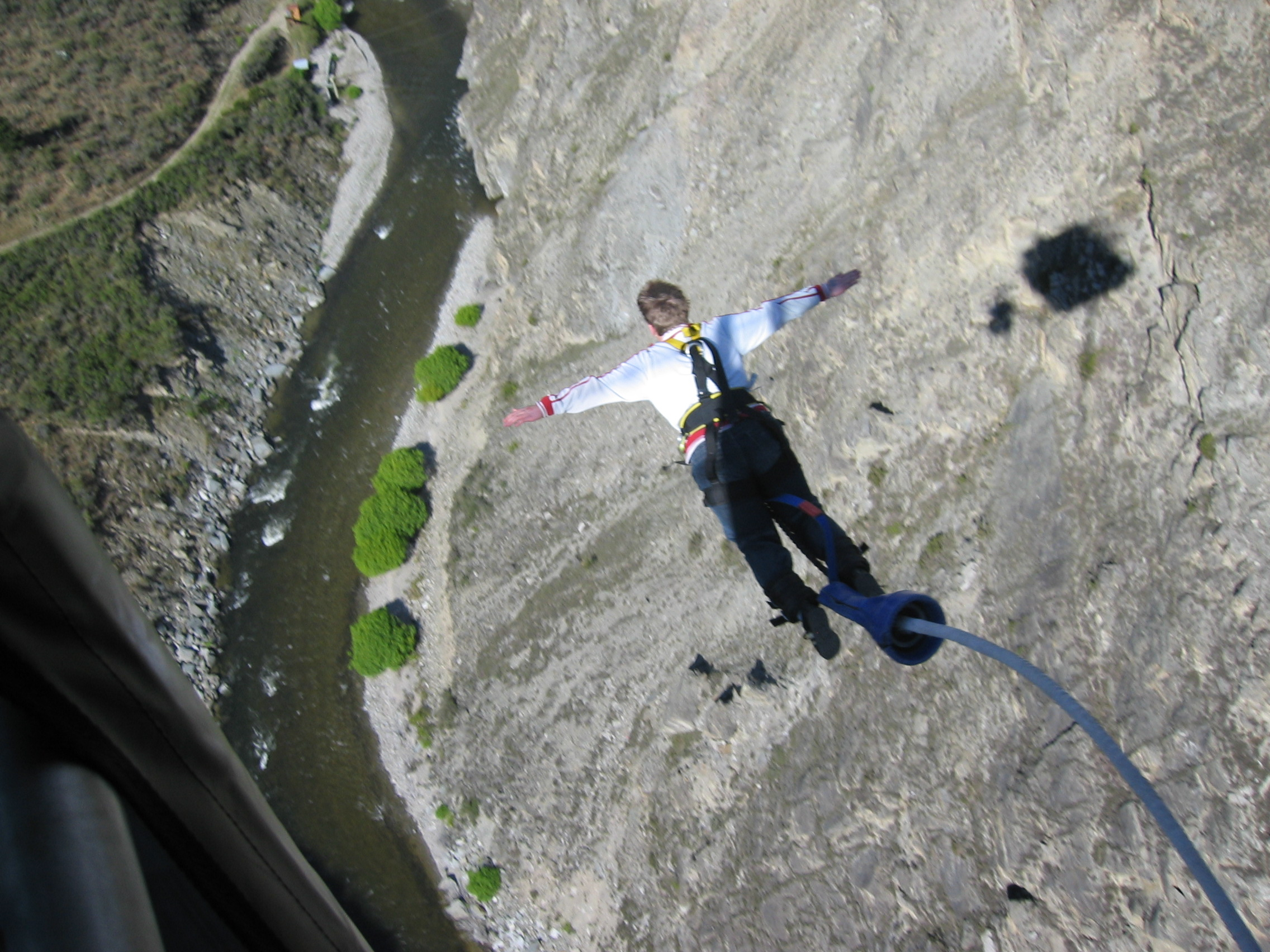
Ugrás közben

A kötélugrás (angolul: bungee jumping) olyan extrém sport, ahol építményről, nagy magasságból leugranak, és zuhannak a föld felé. A becsapódást az ugró lábához erősített rugalmas kötél segítségével akadályozzák meg, melynek hosszát az adott ugrási magassághoz előzetesen beállítják. Az ugrási sebesség gyors, az ugró több mint 100 km/h-val is zuhanhat. A levegőben történő sportok közé soroljuk.
Az ugrás végén az ugró, ha közel van a talajhoz, kioldhatja a rögzítést és leugorhat a talajra, vagy egy segédkötél segítségével újból a magasba emelhetik. Az ugráshoz a hatóságoktól, illetve az építmény üzemben tartójától is előzetes engedély szükséges.

## Története
A kötélugrás története régi időkre nyúlik vissza. Az ötlet Gkol törzstől ered, a melanéziai Vanuatu szigetről. A legenda szerint egy Bunlap faluban élő törzsi férfi elég csúnyán összeveszett a feleségével, aki elmenekült, és felmászott egy magas fára, ahonnan le akarta magát vetni. A férje utána mászott, ekkor az asszony a lábára tekert egy liánt, és leugrott. Nagy ijedtében a férj utánaugrott, de az ő lábán nem volt lián, ezért ő meghalt, az asszony pedig túlélte. Innentől fogva a szigeten aratáskor minden fiúnak férfiassági próbát kell tennie: leugrani a korához mérten egyre magasabbra egy épített toronyból. A mai vanuatuiak a hegyoldalakon több tíz méter magas ugróhelyeket építenek, a lábukra szőlőindákból sodort kötelet kötnek, és úgy ugranak le.
A modern időkben 1979-ben történt meg az első ugrás, amikor oxfordi egyetemisták leugrottak a bristoli Clifton függőhídról. A kötél nejlonnal font gumiból készült. A négy merész fiatalt a rendőrök letartóztatták. Ezzel az ugrással híre ment a sportnak, s így ők indították útjára a bungee jumpingot. Ezután az ugrásból természetesen nem maradhatott ki a Golden Gate, a Pont de la Caille és az Eiffel-torony sem. Az első hivatalos ugróhelyet 1988-ban létesítették az új-zélandi Ohakunéban.

## A kötélugrás fajtái

### Alap ugrás
Ezalatt az ember leugrik egy (kijelölt) kötélugró helyről, majd a kötél párszor visszahúzza, így 2-4-szer is érezheti a súlytalanságot.

### Katapult ugrás
Hasonlít az alap ugráshoz, az érzés is ugyanaz, de itt az ember a földről indul, két kötéllel kikötve két oszlopra, és kilövés pillanatbán felrepül.

### "Futás"
Ezt akár csúzlinak is lehetne nevezni, mert az ember hátára kötnek két kötelet, aki elkezd azzal futni, és amikor már nem bírja tovább, elengedi magát, majd a kötelek hátralövik.

## Kötélugrás Magyarországon

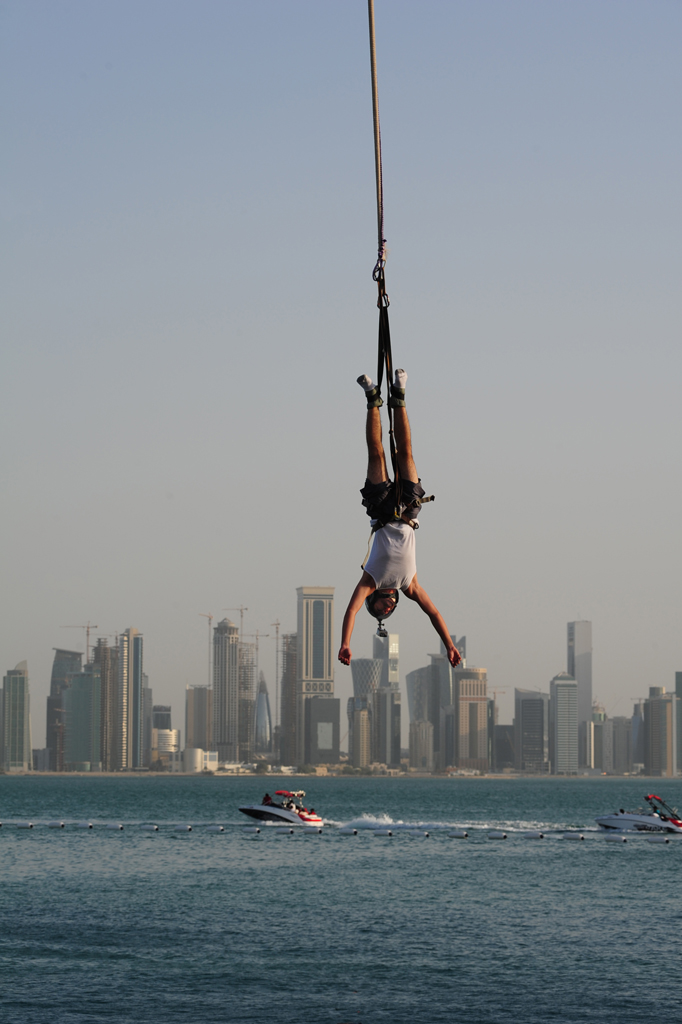
Egy ugró Katarban

Hazánkban jelenleg még nincs olyan ugróhely, ahol az adrenalinfüggők egész évben ugrálhatnának. Időszakosan, általában nyáron, az ország nagyobb városaiban (például Siófokon), fesztiválokon (például VOLT, Sziget) szoktak felállítani ugróhelyeket.

## Rekordok

### A legmagasabb ugróhely
A világon a legmagasabb ugróhely Makaóban van 233 m-es mélységgel.

### Legtöbb ugrás
Sokáig egy ausztrál férfi volt a csúcstartó, Aucklandben aki 24 óra alatt 103-szor vetette magát le a Harbor Bridge 43 méteres magasságából, azonban 2014-ben a Dubajban élő Collin Phillips egy 100 méter magas daruból 151-szer ugrott ki, amivel bekerült a Guinness Rekordok Könyvébe.